# Championnat du royaume de Croatie-Slavonie de football 1913-1914
Navigation
Saison précédente Saison suivante
La saison 1913-1914 du Championnat de Croatie de football appelée Championnat du royaume de Croatie-Slavonie de football 1913-1914 est une édition spéciale de la première division croate. 
Ce tournoi est organisé par la fédération croate de football, fondée en 1912. Cette édition est particulière car il s'agit de la deuxième compétition organisée par la fédération croate. La Croatie n'est pas un État indépendant, mais une province de l'empire austro-hongrois, qui jouit d'une autonomie au sein de l'empire. 
La compétition a débuté au printemps 1914, initialement prévu à l'automne 1913.
En raison de la Première Guerre mondiale et la publication d'une mobilisation générale du 31 juillet 1914, le championnat a été interrompu.

## Les 8 clubs participants
| - HŠK Concordia - HAŠK Zagreb - Viktorija - Croatia | - Ilirija - Atena - Hrvatski trgovački športski klub - Građanski |

## Compétition

### Classement
Le barème de points servant à établir le classement se décompose ainsi :
- Victoire : 2 points
- Match nul : 1 point
- Défaite : 0 point

| Rang        | Club                             | J | V | N | D | Bp | Bc | PTS |
| ----------- | -------------------------------- | - | - | - | - | -- | -- | --- |
| 1.          | HŠK Concordia                    | 6 | 5 | 0 | 1 | 33 | 9  | 10  |
| 2.          | HTŠK Zagreb                      | 4 | 2 | 2 | 0 | 13 | 5  | 6   |
| 3.          | Viktorija                        | 5 | 2 | 2 | 1 | 13 | 12 | 6   |
| 4.          | Croatia                          | 4 | 1 | 2 | 1 | 7  | 7  | 4   |
| 5.          | Ilirija                          | 3 | 0 | 0 | 3 | 4  | 9  | 0   |
| 6.          | Atena                            | 1 | 0 | 0 | 1 | 1  | 7  | 0   |
| 7.          | Hrvatski trgovački športski klub | 2 | 0 | 0 | 2 | 1  | 22 | 0   |
| non classé. | Građanski                        | 1 | 0 | 0 | 1 | 2  | 3  | 0   |